# Calcio Castel San Pietro Terme 1996-1997
Questa voce raccoglie le informazioni riguardanti il Calcio Castel San Pietro Terme nelle competizioni ufficiali della stagione 1996-1997.

## Risultati

### Campionato Nazionale Dilettanti

#### Poule Scudetto
| Arbitro: | Ponzio (Vercelli) |

|                                                     |           |                |
| Reccolani 5’ Bonuccelli 14’ Chiappini 30’ Lippi 79’ | Marcatori | 57’ Malafronte |

| Arbitro: | Girardi (San Donà di Piave) |

|                 |           |                        |
| Padolecchia 32’ | Marcatori | 40’ Carli 89’ Cordelli |